# 森柏歌劇院
森柏歌劇院（德語：Semperoper） 是德國薩克森州德勒斯登的一座歌劇院，位於德勒斯登歷史中心的剧院广场，靠近易北河。歌劇院修建於1841年，修建之初是一座折衷主義建築。1869年，歌劇院遭到大火燒毀，之後得到重建，並在1878年完工。森柏歌劇院曾是許多歌劇的首演場地。二戰期間，歌劇院曾被炸毀。戰後得到重建，並在1985年完工。

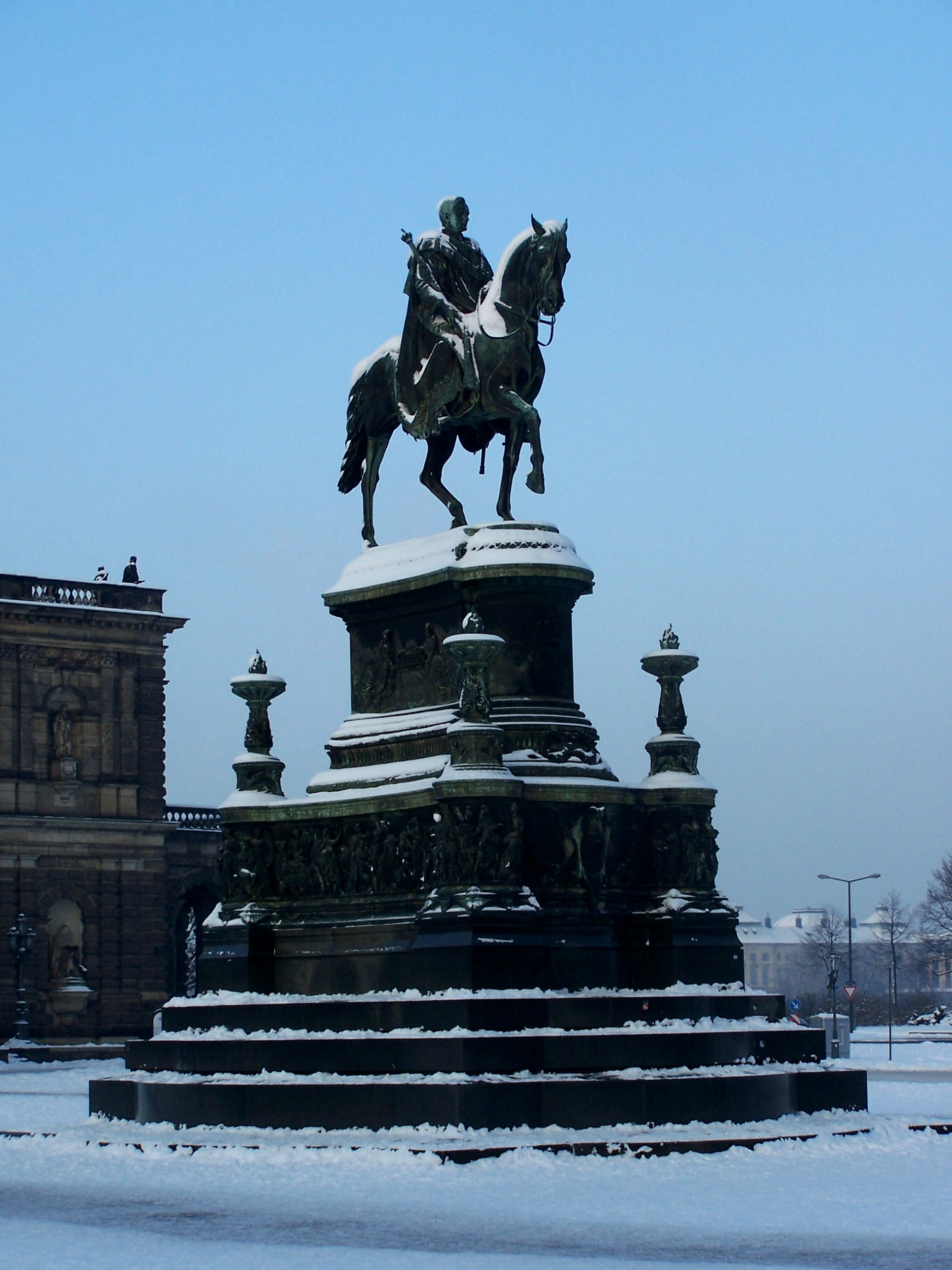
萨克森国王约翰的雕像
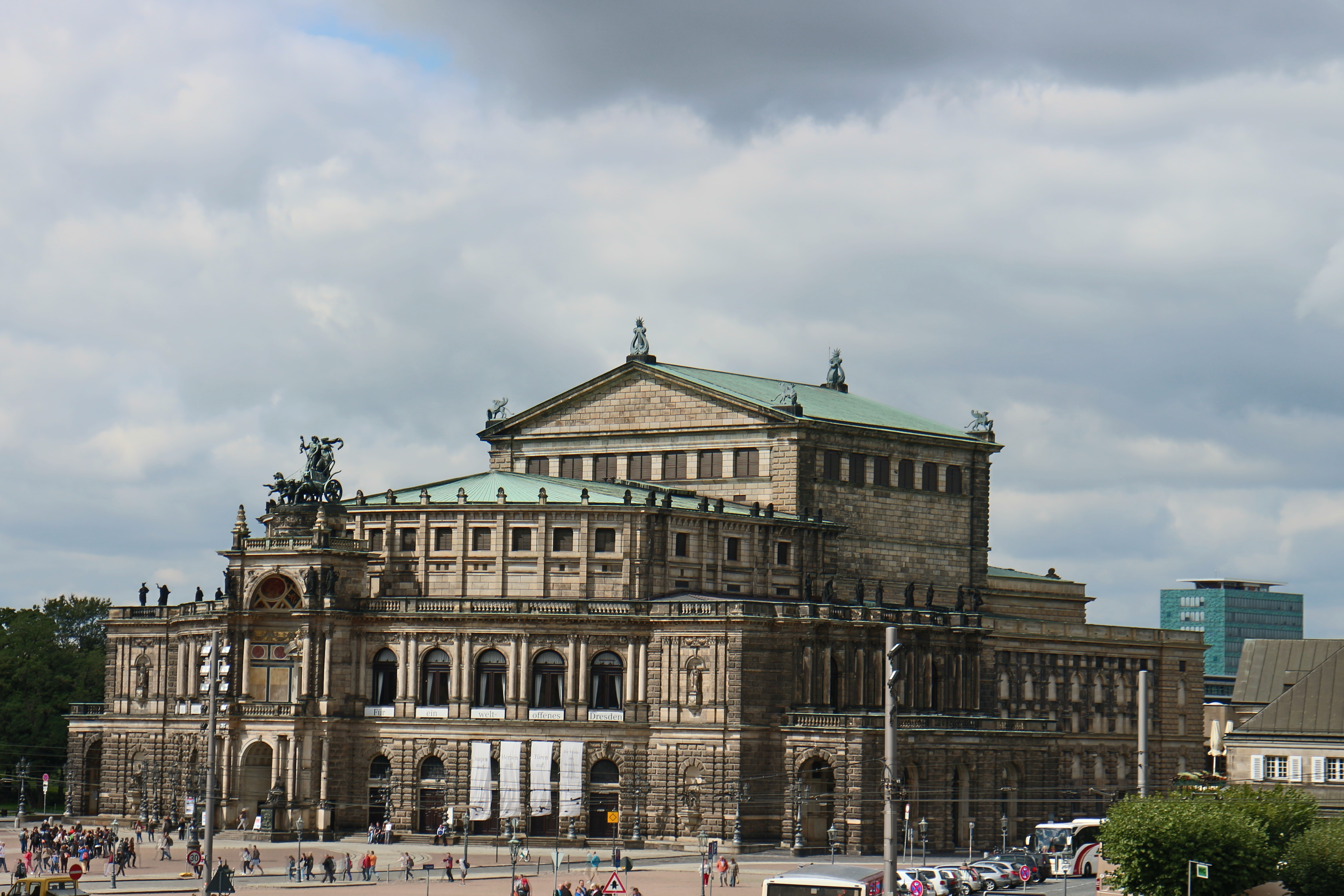
白天的森柏歌劇院
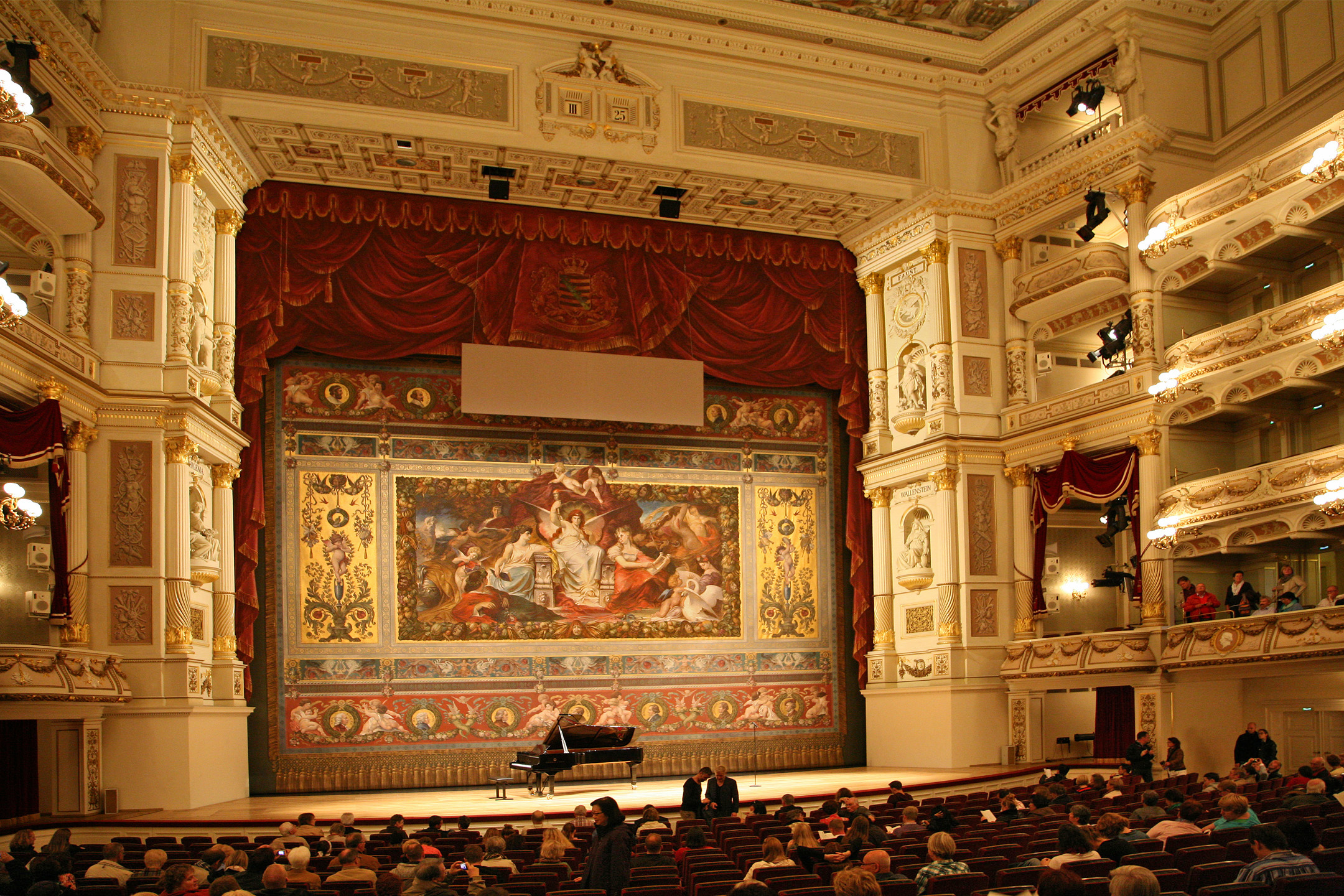
劇院舞台
观众席

## 外部連結
- Semperoper official website
- History of the Semperoper